# Ramón Fernández Jurado
Ramón Fernández Jurado (Almeria, 6 de gener 1914 – Barcelona, 26 de juny de 1984) fou un dirigent obrer i polític socialista català d'origen andalús, així com poeta i professor de català, castellà i esperanto.

## Biografia
Arribà amb la seva família a Barcelona el 1918. Vivia a la vila de Gràcia i la seva família era amiga de la d'El Pescaílla.Treballà com a ebenista i des de 1929 milità sindicalment, primer en la CNT i després en la UGT. El 1930 s'afilià també al Bloc Obrer i Camperol (BOC) i més tard al Partit Obrer d'Unificació Marxista (POUM), alhora que formava part de la Joventut Comunista Ibèrica (JCI). Com a membre de l'Aliança Obrera participà en els fets del sis d'octubre de 1934. El 1935, mentre feia el servei militar, va ingressar a la Unió Militar Republicana Antifeixista (UMRA) i fou empresonat per les autoritats.
Després del cop d'estat de Franco del 18 de juliol de 1936 va participar en els combats a la ciutat de Barcelona i poc després va marxar al Front d'Aragó com a cap de centúria de la columna Joaquim Maurín del POUM, i va esdevenir comandant de l'Exèrcit de la República. El 1937 va conèixer a Barcelona l'escriptor George Orwell. El maig de 1938 fou ferit i fet presoner per les tropes franquistes. Passà per diverses presons fins que finalment fou jutjat i condemnat a trenta anys de presó. El 1942 fou alliberat i continuà la seva activitat clandestina en el POUM, però la implacable persecució judicial el va dur a exiliar-se el 1948 a França. El 1949 se'n va anar cap a Xile, d'on no va tornar fins al 1964. El maig de 1969 va guanyar el premi «Flor de Nieve» a la VI Fiesta de la Poesía de la ciutat d'Osca, celebrada al Teatre Olimpia amb l'obra Flor de Nieve i presentada amb el pseudònim Guara.
En tornar a Catalunya es va establir al barri de Bellvitge a l'Hospitalet de Llobregat, però això no li va impedir participar en les activitats del barri de Gràcia. També es va vincular en les activitats de l'Associació de Veïns de Bellvitge, el grup esperantista Paco kaj Amo i els Amics del Sol. Durant els anys 1970 participà en l'Assemblea de Catalunya, i juntament amb antics poumistes com Enric Adroher i Pascual i Manel Alberich ingressà al PSC-Congrés, que posteriorment s'integrà en el PSC-PSOE. A les eleccions municipals de 1983 fou escollit regidor de Castelldefels i a les eleccions al Parlament de Catalunya de 1984 fou elegit diputat. Molt malalt d'un càncer gàstric, no pogué prendre'n possessió i va morir poc després.

### Esperantista
Ramón Fernández Jurado va ser un important promotor de la llengua auxiliar internacional esperanto. El 1931 es va inscriure a la societat esperantista Paco kaj Amo de Gràcia. Poc després, va començar a fer classes a les cooperatives de Gràcia, i ho va fer també a la presó, a Xile —on va ser delegat de la Federació Internacional Esperantista—, a Bellvitge i a Castelldefels. Allà va impulsar la creació de l'Associació Esperantista de Castelldefels.

#### Llegat
En morir, va llegar el seu arxiu personal a la Biblioteca-Arxiu Petro Nuez de l'Associació Catalana d'Esperanto, a Sabadell, que honora la memòria de Pere Nuez Pérez.
Al CRAI Biblioteca del Pavelló de la República també està dipositat part del seu fons personal, el qual consta de documents personals, fotografies, documents sobre l'exèrcit republicà i el POUM, a més d'escrits de Ramón Fernández, escrits diversos i retalls de premsa.
Per la seva activitat cultural com a poeta i esperantista, el 1986 es va donar el seu nom a la biblioteca pública municipal de Castelldefels. El 2012 se'n va canviar el nom, la qual cosa va moure a l'organització d'una campanya del col·lectiu RFJ de la societat civil local per de tal retornar el nom de Ramón Fernández Jurado a la biblioteca municipal. Per a visibilitzar aquesta campanya, el 2014 es va convocar el concurs literari Ramón Fernández Jurado, que va atorgar premis a narracions i poemes en català, castellà i esperanto. En 2015, la biblioteca va recuperar el seu nom.

## Obres
- Memòries d'un militant obrer (1930-1942), amb pròlegs de Víctor Alba i Manel Alberich i Olivé,1987.